# Campylopterus hemileucurus
Campylopterus hemileucurus là một loài chim trong họ Trochilidae. Loài chim này sinh sống từ Mexico đến Panama.
Có 2 phân loài, phân loài chỉ định C. h. hemileucurus và phân loài C. h. mellitus.
Đây là loài chim ruồi lớn nhất của Mexico và Trung Mỹ. Thân dài 13 đến 15 cm (5,1 đến 5,9 in) và cân nặng 9 đến 12 g (0,32 đến 0,42 oz). Chim trống và chim mái có mỏ đen dù phân loài C. h. mellitus có mỏ dài hơn phân loài chỉ định.

## Hình ảnh

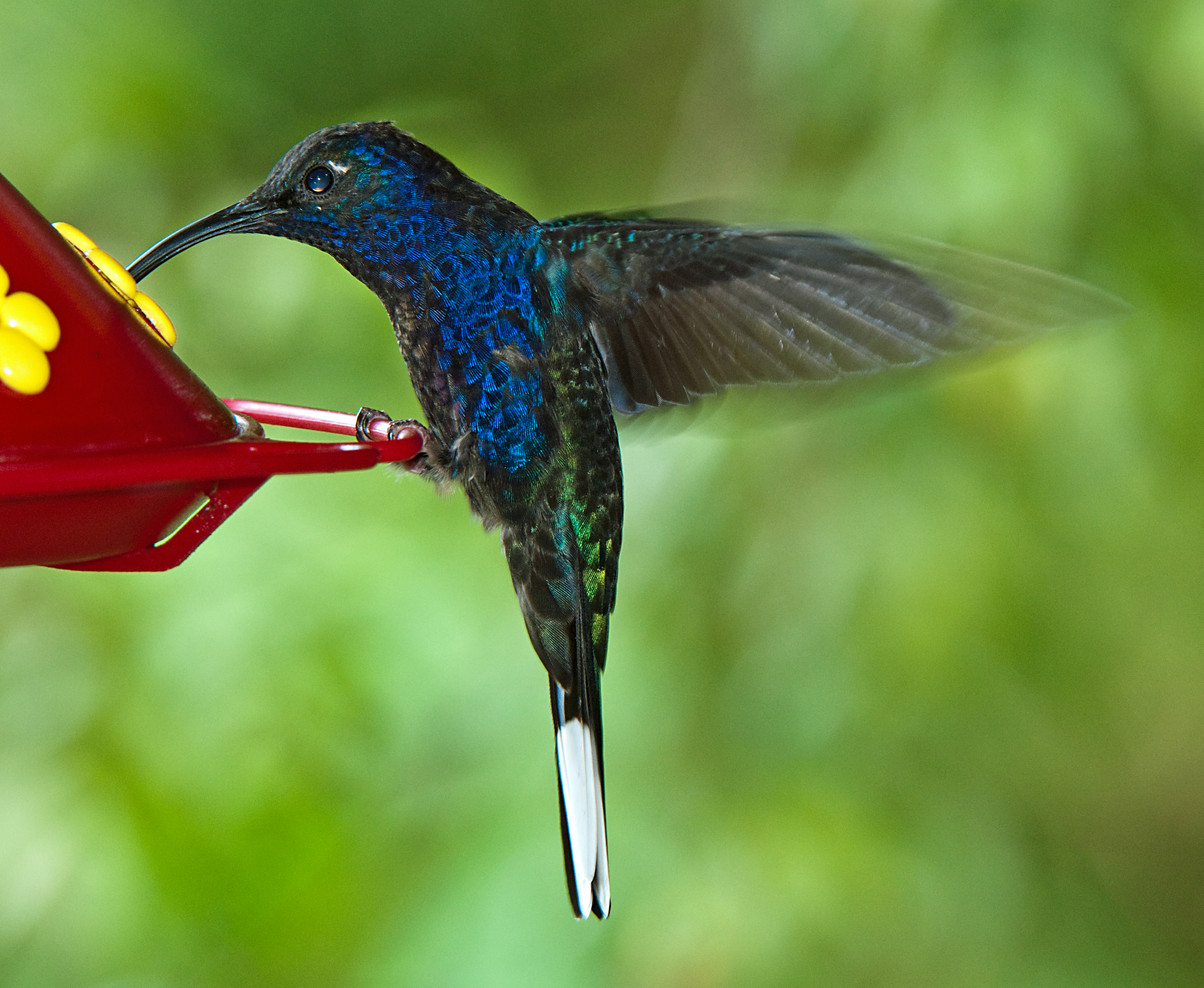
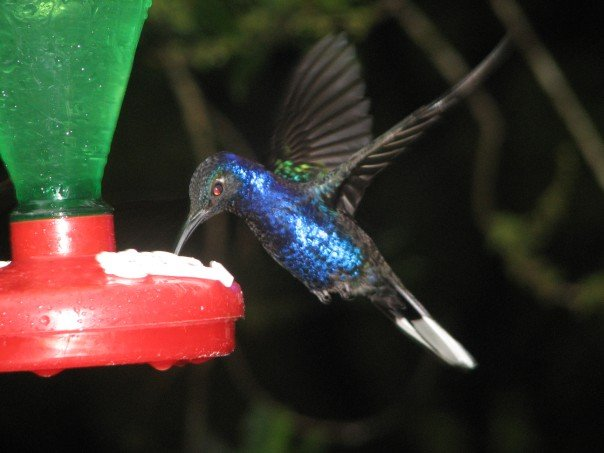